# United Paramount Network
United Paramount Network (UPN) fue una cadena de televisión que nació en los Estados Unidos. Transmitió por primera vez el 16 de enero de 1995 y fue fundada por Paramount Pictures y Chris-Craft Industries. Posteriormente fue propiedad de Viacom y más tarde de CBS Corporation.

## Historia
Su audiencia más fiel fue de ascendencia afroamericana y mujeres jóvenes. El primer programa que emitió la cadena fue el episodio piloto de 2 horas de la serie Star Trek: Voyager. Las series estrenadas la noche siguiente fueron canceladas en su primera temporada. En el 2000, Viacom (dueña de Paramount) compró las acciones de Chris-Craft, quedando con el 100% de la cadena. 
Poco después, Viacom pensó renombrarla como Paramount Network, sin embargo, tal idea se abandonó después de que muchas filiales protestaran, alegando que el cambio de marca podría confundir a los espectadores y provocar un descenso de la audiencia, además de los costes de cambiar la marca de sus emisoras con una nueva imagen y una nueva cadena (y posibles cambios de indicativo).
Según datos de 2003, se calculó que UPN estaba disponible en un 85,98% de los hogares estadounidenses, lo que corresponde a 91.689.290 hogares. UPN poseía cerca de 143 estaciones propias o afiliadas preferentes y otras 6 estaciones que transmiten algunos programas de UPN como afiliadas secundarias.
El 15 de septiembre de 2006, y después de malos resultados tanto económicos como de cuota de pantalla, UPN cesó sus emisiones. A diferencia de The WB, que cerró sus operaciones dos días después con el especial The Night of Favorites and Farewells, el canal no emitió ningún programa especial, y dejó de emitir luego de transmitir WWE: SmackDown!. Salvo ese programa, todos los programas que se emitieron durante los tres últimos meses del canal fueron reposiciones. Poco después del cierre de la cadena, el sitio web de UPN fue redirigido al sitio web de The CW, y luego al de CBS.

## Series emitidas
- Dilbert (serie) (Original).
- Cheers
- Frasier
- Becker (serie de televisión)
- America's Next Top Model
- Everybody Hates Chris
- Veronica Mars (cancelada en 2007 por The CW)
- Friday Night Smackdown!
- Gary and Mike
- Girlfriends
- All of us (Cancelada en 2007 por The CW)
- One on One
- Seven Days
- Star Trek: Voyager (1995-2001), con esta serie se realizó el lanzamiento de UPN.
- Buffy the Vampire Slayer (1997-2003), emitió en UPN sus dos últimas temporadas.
- Rosswel (1999-2002), emitió su última temporada en UPN.